# Palau Zaguri

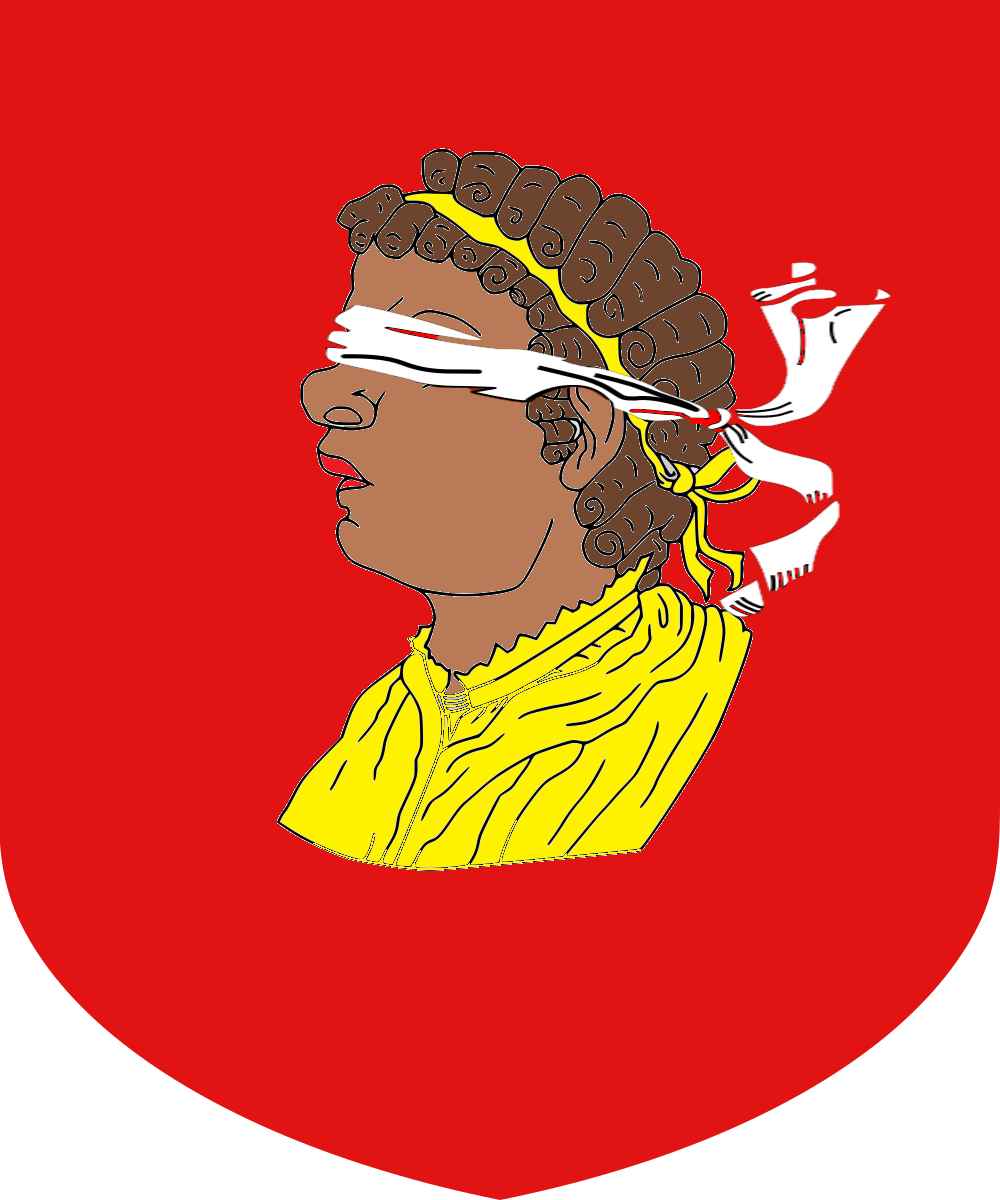
Escut d'armes de Zaguri

El Palau Zaguri, abans conegut com Palau Pasqualini, és un palau venecià del segle XIV, situat al Camp San Maurizio, al districte de San Marco. L'edifici tanca el camp per l'est, donant nom al pont adjacent que connecta la zona de San Maurizio amb la de Santa Maria del Giglio.

## Història
El palau va ser construït entre els segles XIV i XV per ordre de la família Pasqualini , originària de Milà, que va acumular molta riquesa a través del comerç de la seda. Els esdeveniments que van envoltar la fundació del palau, a més de ser relatats a les cròniques de l'època, també són testimonis de l'escut dels Pasqualini, encara visible sobre la façana, que porta la lletra P amb tres barres a sota. Un altre símbol noble de la família és visible sobre l'anell del pou situat al pati interior.
La família Pasqualini, sensible a la crida de l'art, va encarregar moltes escultures i pintures a artistes de renom actius a Venècia entre el 1400 i el 1500. En poques dècades van crear una important col·lecció d'art, allotjada a les habitacions del seu palau a Campo San Maurizio. Entre les obres de la col·lecció Pasqualini, van destacar algunes pintures de Gentile da Fabriano, així com algunes obres del taller de Ticià i un parell de retrats, tots dos pintats el 1475 per Antonello da Messina durant la seva estada a Venècia: el retrat del ric joier venecià Michele Vianello i el d'un membre de la família, Alvise Pasqualini. El famós erudit d'art del segle XVI Marcantonio Michiel va deixar testimoni de la magnificència de la galeria d'art amb paraules entusiastes.
Va descriure la presència d'una gran pintura relacionada amb el Sant Sopar, que atribueix al taller de Ticià: una part, que representa un cap retratat en posició natural, havia estat creada per Giorgione. Afegeix informació relacionada amb obres creades per Gentile da Fabriano: un estuc daurat i un retrat d'un jove amb hàbit de clergue. Fins i tot un cap de Sant Jaume va ser creat pel taller de Giorgione, utilitzant el retrat de Crist a San Rocco, mentre que Giovanni Bellini va crear una mitja figura de la Mare de Déu amb el Nen. Dos caps, un de M. Alvise Pasqualino pare de M. Antonio, l'altre de Michiel Vianello, van ser creats per Antonello da Messina el 1475: descriu la vivacitat de la seva mirada.
El 1496, el palau Pasqualini va acollir durant un llarg període el príncep montenegrí Giorgio Cernovich i la seva esposa (filla d'Antonio Erizzo), que fugien del seu principat. A causa d'un complot tramat pel seu germà, els turcs van prendre les terres del príncep al nord d'Albània. El príncep es va refugiar així a Venècia, on es va establir i on se li va concedir accés als patricis de la ciutat.
Els Pasqualini van conservar la propietat del palau fins al 1521, quan Antonio Pasqualini el va vendre per 5.400 ducats a Alvise Priuli. Així, la propietat va passar a una branca de la família Priuli, i el 1565 una part del palau va ser venuda per Giacomo Priuli, nebot d'Alvise, al famós jurista Vincenzo Pellegrini, la germana del qual, Marina, s'havia casat amb Girolamo Zaguri en el seu primer matrimoni. La propietat d'aquesta part del palau va passar a la família d'aquest últim, els Zaguri, per disposició testamentària. L'altra part del palau va romandre en possessió de la família Priuli durant un parell de segles, i va ser cedida al segle XVIII a la mateixa família Zaguri, que el 1740 "van poder declarar als Deu Savis per sobre dels Delmes que eren propietaris de tot el palau"
La família Zaguri, a qui el palau deu el seu nom actual, era originària de Cattaro, on era coneguda amb el cognom Saraceni. Els Zaguri es van traslladar a Venècia cap a finals del segle XV. El 1504 van obtenir la ciutadania veneciana i el 1646 el patriciat. A principis del segle XIX, Pietro Antonio Zaguri va fer reconstruir l'església de San Maurizio, no gaire lluny del palau. La família Zaguri es va extingir el 1810, amb la mort de l'últim descendent de la línia masculina, l'home de lletres Pietro II Marco Zaguri. El palau va passar a ser propietat de la família Braganze , i al segle XX va passar al municipi de Venècia, que el va posar a la venda el 2007. Avui el palau torna a ser de propietat privada. Treballs recents han permès trobar part d'un pou present en alguns mapes del segle XVI intacte  .

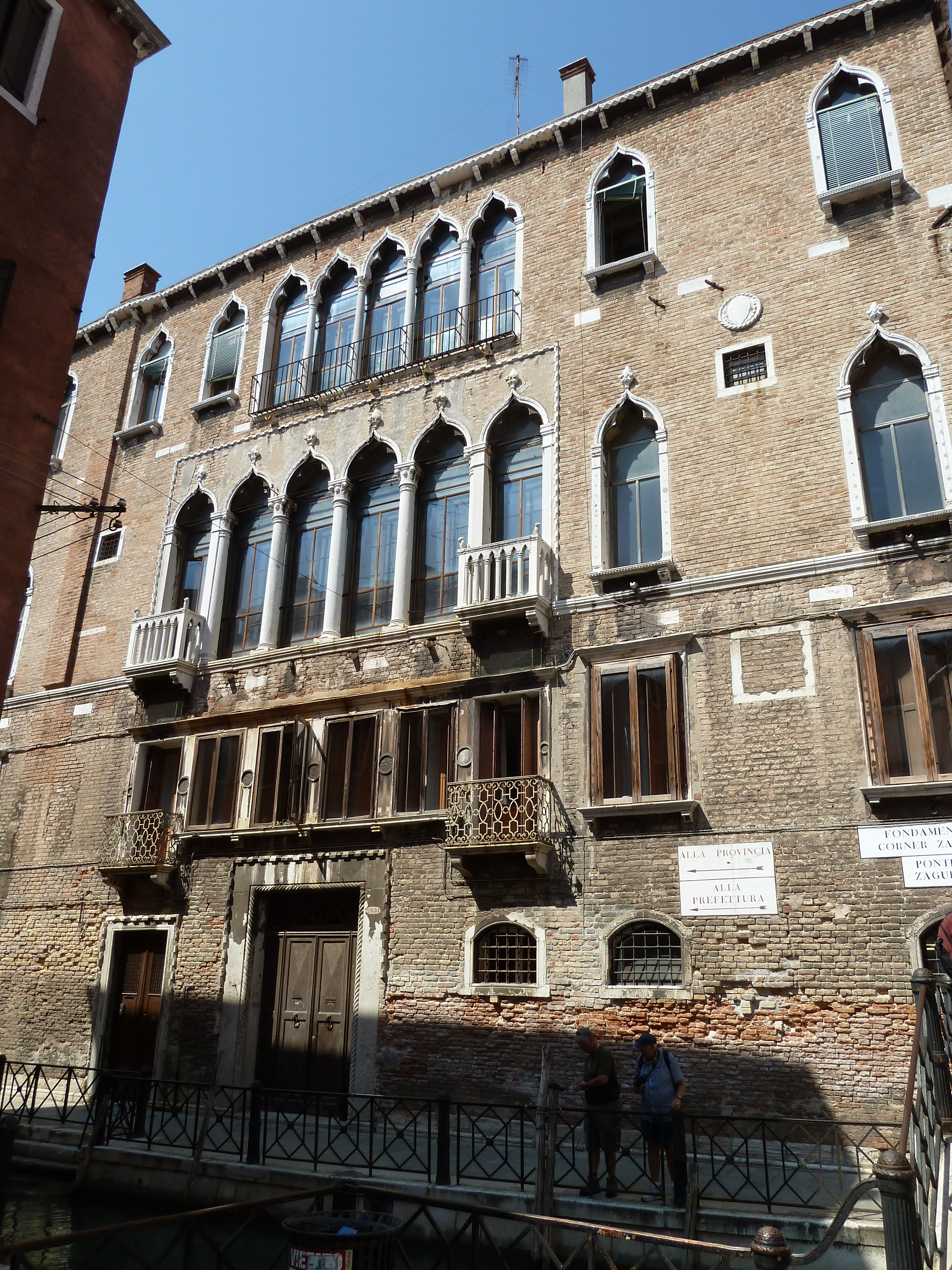
La façana posterior

## Arquitectura
L'edifici es caracteritza per l'extraordinària presència de dues façanes d'igual o gairebé igual importància, ambdues d'estil gòtic: una dona al Campo San Maurizio, l'altra a la Fondamenta Corner Zaguri. Edifici gòtic de finals del segle XIV, ha perdut alguns dels seus elements originals, sobretot a la planta baixa.
- Façana principal: amb vistes al Campo San Maurizio: té dues finestres amb mainells, de les quals la inferior és la més prestigiosa. Caracteritzada per la presència de cinc forats, està flanquejada per nombroses altres finestres monófores. Té vista sobre el Palau Molin i el Palau Bellavite. A l'extrem dret de la façana hi ha un portal d'arc apuntat.
- Façana posterior: amb vistes als fonaments del Canton Zaguri: presenta les restes d'una pedrera, indici de la posterioritat del carrer de vianants on s'assenta [4], i dues finestres polífores entre les quals destaca l'imponent quadrifora de la primera planta noble, flanquejada per dues finestres monófores que la fan semblar una finestra hexagonal: emmarcada amb un fris escacat, està dividida per tres columnes amb capitells de roseta i per dos pilars laterals.